# 阿墩子小檗
阿墩子小檗（学名：Berberis muliensis var. atuntzeana）为小檗科小檗属下的一个变种。

## 扩展阅读
- 維基物種上的相關：阿墩子小檗